# 마샤 워필드
마샤 워필드(Marsha Warfield, 1954년 3월 5일 ~ )는 미국의 배우, 텔레비전 배우, 영화배우이다.
시카고에서 태어났다.

## 방송
- 립타이드

## 영화
- 둠즈데이 락 (1997년)
- 리빙 싱글 (1993년)
- 캐디쉑 2 (1988년) - 로예트 테일러 역
- 립타이드 (1984년)
- DC 택시 (1983년)